# 39 км Совхозная
39 км Совхо́зная — населённый пункт в Новосибирском районе Новосибирской области России. Входит в состав Берёзовского сельсовета.

## География
Площадь населённого пункта — 4 гектара.

## Население
| 2002 | 2007 | 2010 |
| ---- | ---- | ---- |
| 79   | ↗85  | ↘84  |

## Инфраструктура
В населённом пункте по данным на 2007 год отсутствует социальная инфраструктура.